# 都城県

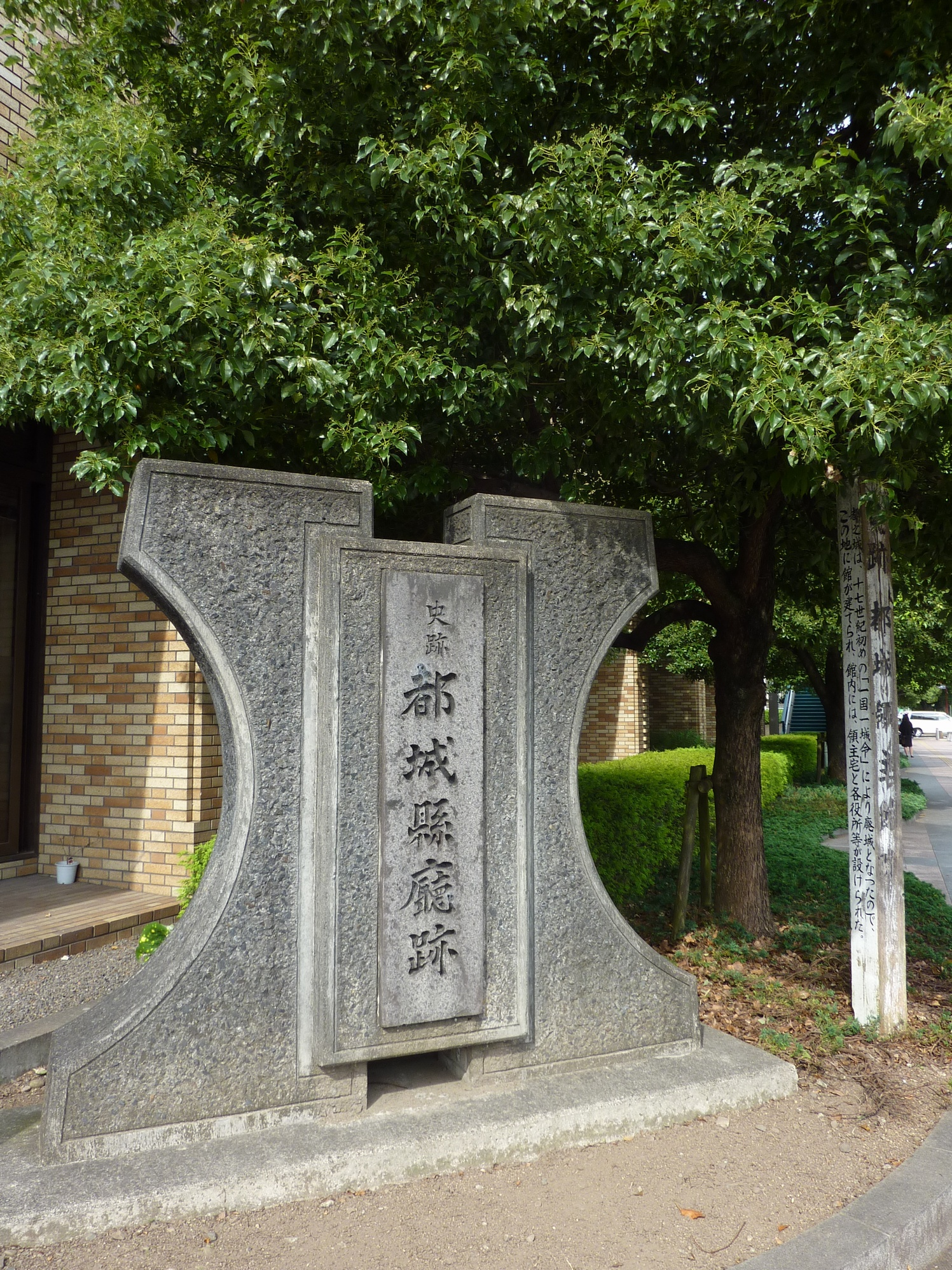
都城県庁跡の碑

都城県印章

都城県（みやこのじょうけん）は1871年（明治4年）に日向国南部、大隅国東部を管轄するために設置された県。現在の宮崎県南部、鹿児島県東部にあたる。

## 沿革
- 1871年（明治4年）11月14日 - 鹿児島県のうち日向国南部諸県郡の大部分及び大隅国の大隅半島部一帯、並びに廃止された飫肥県の領域及び同じく廃止された延岡県の宮崎郡における12ヶ村の移管を受け、都城県が発足（太政官布告595号）。県庁は諸県郡都城（現在の宮崎県都城市姫城町6街区21号。都城市役所敷地内）にある都城領主館跡に設置。美々津県との境界はおおむね大淀川とされた。
- 1872年（明治5年）5月15日 - 姶良郡、菱刈郡および桑原郡のうち栗野郷、横川郷を鹿児島県へ移管。美々津県より諸県郡のうち須木郷、野尻郷および小林郷のうち東方村の移管を受ける。
- 1873年（明治6年）1月15日 - 美々津県と合併して宮崎県が発足。同日都城県廃止。ただし、大隅国は鹿児島県に移管。

## 管轄地域
- 日向国
  - 那珂郡の一部
  - 宮崎郡の一部
  - 諸県郡の一部
- 大隅国
  - 菱刈郡（鹿児島県へ移管）
  - 桑原郡（一部を鹿児島県へ移管）
  - 姶良郡（鹿児島県へ移管）
  - 囎唹郡
  - 大隅郡
  - 肝属郡
  - 熊毛郡（鹿児島県へ移管）
  - 馭謨郡（鹿児島県へ移管）

## 歴代知事等
- 参事: 桂久武（1871年（明治4年）11月14日 - 1873年（明治6年）1月15日 元鹿児島藩士)
  - 薩摩藩家老、鹿児島県権大参事を歴任。西郷隆盛と親しく、のちに西南戦争にて戦死。幕末・維新期に関する史料的価値の高い「桂久武日記」を遺す。
- 大属: 樺山資雄（1872年（明治5年）2月23日 - 同年9月29日 元鹿児島藩士）